# مانويل أورتيز توريبيو
مانويل أورتيز توريبيو (بالإسبانية: Manuel Ortiz Toribio)‏ (مواليد 22 أغسطس 1984 في ولبة - إسبانيا) لاعب كرة قدم إسباني يلعب حاليا لصالح نادي الدرجة الثانية ريال سرقسطة الإسباني منذ 2014 في مركز الوسط المدافع كما يجيد اللعب في مركز قلب الدفاع .

## روابط خارجية
- مانويل أورتيز توريبيو على موقع قاعدة بيانات كرة القدم.إي يو (الإنجليزية)
- مانويل أورتيز توريبيو على موقع Soccerbase.com (لاعب) (الإنجليزية)
- مانويل أورتيز توريبيو على موقع Soccerway.com (الإنجليزية)
- مانويل أورتيز توريبيو على موقع AS.com (الإسبانية)